# Jolly Club

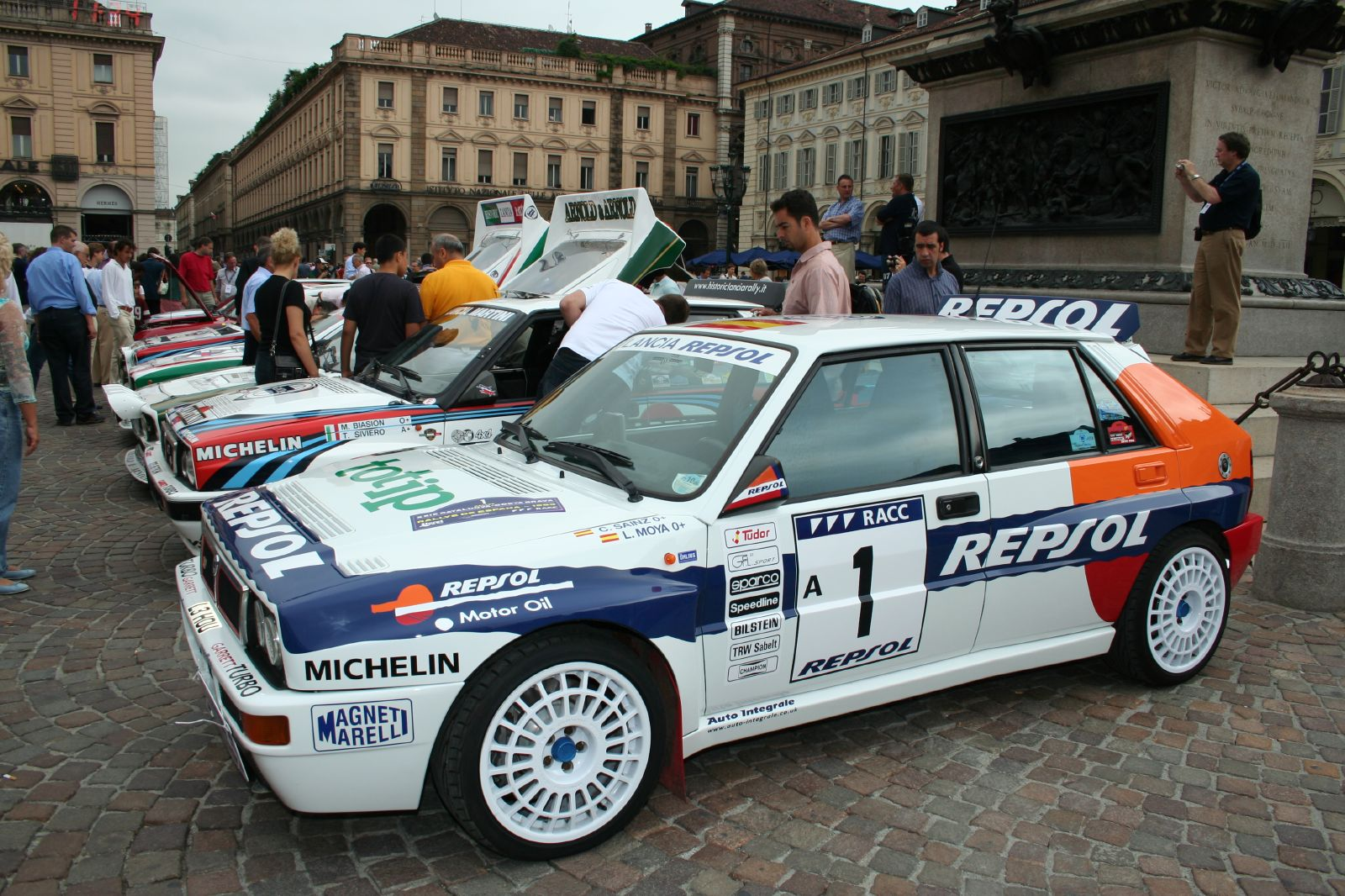
Lancia Delta HF Integrale de Carlos Sainz. Se puede apreciar el patrocinador Totip en el capó del vehículo.

Jolly Club, también conocido por Jolly Club - Totip, fue una escudería italiana que compitió en diferentes campeonatos de rally como el Campeonato del Mundo de Rally, Campeonato de Europa, Campeonato de Italia e incluso en la Fórmula 1, principalmente con vehículos de la marca Lancia y Alfa Romeo. Fue creada en 1957 por Mario Angiolini  y obtuvo varios campeonatos hasta la década de los 90, cuando abandonó definitivamente la competición. También participó activamente en otros ámbitos del mundo del motor: desarrollaba y planificaba carreras, proyectaba y financiaba a jóvenes promesas, guiaba a los patrocinadores en sus inversiones, construía vehículos de carreras, motores, piezas, etc.
Es junto a Martini Racing, Scuderia del Grifone y Tre Gazzelle una de las escuderías con mayor éxito y palmarés de Italia y en las que confió Lancia durante los años 80 y 90 para competir en el mundial, el europeo y el campeonato italiano.

## Historia
La escudería se formó en febrero de 1957, entre un grupo de amigos aficionados al motor entre el que se encontraba Mario Angiolini. La idea de Mario de crear una escudería surgió con la idea de crear alternativa, reactivar un deporte a su modo de ver demasiado lento y burocrático. Por esta razón se le dio el nombre de Jolly, en italiano comodín, en referencia al juego de cartas. Angiolini no se encontraba sólo al frente del club, puesto que lo acompañaba su esposa Renata, decisión que tomó con la idea de romper con la tradición masculina del mundo de las carreras, donde las mujeres apenas tomaban partido. Aparte de la dirección, Mario quiso que su mujer además participara directamente en las carreras, estrenándose en la Supercortemaggiore de 1954, prueba que finalizó primera en la categoría femenina. La pareja tuvo un hijo, Robert, que también competiría como piloto.
La base de Jolly Club estaba formada por 300 miembros al cabo de un año de su existencia y se alió con Alfa Romeo para competir. Inicialmente el equipo contó con pilotos de prestigio en Italia como Bussinello y Andrea de Adamich, protegido de Mario, más tarde con Ignazio Giunti y Arturo Merzario, este último relacionado con la Scuderia Ferrari.
En 1963 comenzó su larga colaboración con Lancia. El italiano Sandro Munari que había ganado el Campeonato de Europa de Rally a bordo del Lancia Stratos se le asignó un asiento en el equipo. En 1966 falleció Mario Angiolini dejando al mando de la escudería a su esposa Renata, hecho que levantó cientos recelos entre los varones que tenían gran consideración a Angiolini. Sin embargo, Renata logró seguir el camino de su marido y acabó por convertirse en un símbolo en el mundo del motor, labor que continuó su hijo Robert con el mismo éxito. La escudería debe en gran medida el éxito a su principal patrocinador: ToTip, un juego de apuestas hípicas. Contó además con otros patrocinadores: Mobil, Kleber, Benetton, Pioner, Panasonic, etc.
La escudería cosechó éxitos en diversas modalidades: Fórmula 1, rallyes e incluso competiciones de lanchas motoras y motociclismo. De 1981 a 1989 los vehículos de Jolly Club competían rotulados con tres franjas: verde, blanco y naranja, dispuestos de la misma forma que los de Martini Racing, que en su caso eran azul, rojo y negro, para de esta manera, sellar un vínculo entre los dos equipos italianos. Ambas marcas disputaron grandes batallas como en el caso del Rally de San Remo de 1989, con la lucha de Miki Biasion (Martini Racing) y Alex Fiorio (Jolly), donde Biasion se proclamó ganador de la prueba y campeón del Mundo de Rallyes.
En 1990 los coches cambian de color (rojo y azul) al unirse la petrolera FINA a Jolly Club, cuando el francés Auriol se hace con el subcampeonato del mundo de rallyes y tres victorias en San Remo, Córcega y Montecarlo. Al mismo tiempo gana el Campeonato de Europa con el belga Robert Droogmans y el italiano con Dario Cerrato. En esos años se forman equipos satélites para competir en carreras menores, como el Vaeminia Jolly Club.
A partir de 1993 Lancia abandonó la competición y Jolly Club se centró en el campeonato italiano con el piloto Gianfranco Cunico a bordo de un Ford Escort ganando en los años 1994 y 1996. En 1997 y 1998 logró el tercer y cuarto puesto.

## Pilotos
La escudería ha apoyado a muchos pilotos italianos e incluso no italianos, entre los que se destacan:
- Miki Biasion, Dario Cerrato, Alessandro Fiorio, Andrea Navarra, Roberto Businello, Arnaldo Cavallari, Sandro Munari, Arturo Merzario, Ignazio Giunti, Andrea De Amadich, Lele Pinto, Amilcare Balestrieri, Tony Calero, Andrea Zanussi, Gianfranco Cunico, Enrico Bertone, Tonino Tognana, Adartico Vudafieri, etc.

Entre los pilotos no italianos destacan:
- Carlos Sainz, Gustavo Trelles, Walter Rohrl, Philippe Bugalski, Salvador Serviá, etc.

## Vehículos

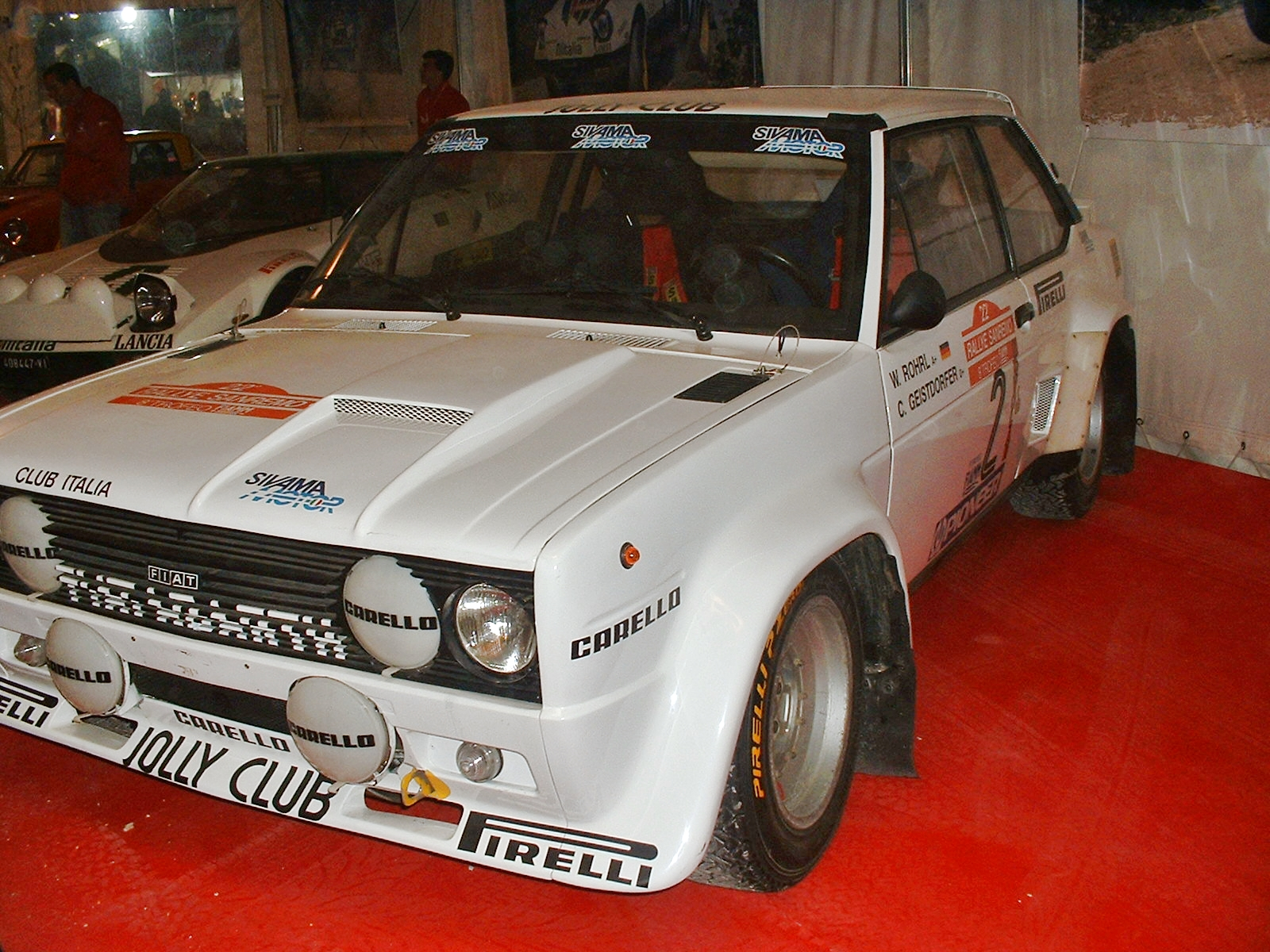
Fiat 131 Abarth de Walter Rohrl, preparado por Jolly Club.

En un principio Jolly Club utilizó principalmente vehículos de la marca italiana Alfa Romeo. Entre 1957 y 1963 utilizó: Alfa Giulieta, Giulia T1 Super, GTV 1.6, GTA 1.6. A partir de 1963 colaboró con Autodelta en el desarrollo y preparación de carreras GT Junior, GT AM, GTV 2.5 y Alfa 75 T. Ese mismo año comenzó su alianza con Lancia y Fiat desarrollando los Fulvia 2C y el Lancia Stratos, de la misma manera prosiguió su colaboración con Abarth desarrollando el Fiat 131 Abarth, Lancia Rally 037, Ritmo, Fiat Uno Turbo, Delta S4 y Lancia Delta 4WD. Aparte de los rally también desarrolló vehículos de Fórmula 1, F2, F3 y Formula Junior, donde ganó en diversas ocasiones y ha colaborado con otras marcas como Ferrari y Porsche desarrollando prototipos.

## Palmarés
- Alessandro Fiorio, 8 carreras y campeón del Mundo Grupo N con un Lancia Delta en 1987.
- Dario Cerrato, 41 carreras entre Campeonato Europeo e Italiano y campeón de Europa en 1985 con un Lancia 037.
- Miki Biasion, 32 carreras en Campeonato Mundial y Europeo con Jolly Club y dos veces campeón mundial de rallyes con Martini Racing, además ganó en 1983 el Campeonato de Europa y el Campeonato Italiano.
- Tonino Tognana, campeón italiano de rally en 1982 con un Ferrari 308 GTB.
- Adartico Vudafieri, campeón italiano de Rally en 1984 con un Lancia Rally 037.
- Michele, ganador en 1987 de la misma con el mismo coche hecho en Abarth.

## Resultados

### Fórmula 1
(Clave) (negrita indica pole position) (cursiva indica vuelta rápida)

| Año     | Chasis        | Motor               | Neu. | Pilotos      | 1   | 2   | 3   | 4   | 5   | 6   | 7   | 8   | 9   | 10  | 11  | 12  | 13  | 14  | 15  | 16  | 17  |
| ------- | ------------- | ------------------- | ---- | ------------ | --- | --- | --- | --- | --- | --- | --- | --- | --- | --- | --- | --- | --- | --- | --- | --- | --- |
| 1971    | Bellasi F1 70 | Cosworth DFV 3.0 V8 | G    |              | RSA | ESP | MON | NED | FRA | GBR | GER | AUT | ITA | CAN | USA |     |     |     |     |     |     |
| 1971    | Bellasi F1 70 | Cosworth DFV 3.0 V8 | G    | Silvio Moser |     |     |     |     |     |     |     |     | Ret |     |     |     |     |     |     |     |     |
| 1977    | Apollon Fly   | Cosworth DFV 3.0 V8 | G    |              | ARG | BRA | RSA | USW | ESP | MON | BEL | SWE | FRA | GBR | GER | AUT | NED | ITA | USA | CAN | JPN |
| 1977    | Apollon Fly   | Cosworth DFV 3.0 V8 | G    | Loris Kessel |     |     |     |     |     |     | DNP |     | DNP |     |     | DNP | DNP | DNQ |     |     |     |
| Fuente: |               |                     |      |              |     |     |     |     |     |     |     |     |     |     |     |     |     |     |     |     |     |